# Vällenbanan
Vällenbanan var en bibana till Dannemora–Hargs Järnväg i norra Uppland med en spårvidd på 891 millimeter.
Vällenbanan, som var 8,5 kilometer lång, användes för timmer-, ved- och träkolstransporter för Gimo bruk mellan 1914 och 1951. Den gick från den nyanlagda Risinge banvaktarstuga och gick åt sydsydost till Norrvällens lastplats vid byn Fagervik vid norra ändan av sjön Vällen. Den användes endast för godstrafik.
Samtidigt med järnvägen byggde Gimo bruk samhället Fagervik vid sjön för sina skogsarbetare, med fyra bostadshus, ett kombinerat bostads- och tvätthus samt några tillfälliga bostadsbaracker.
På sjön Vällen fraktades timmersläp av ångbåten S/S Francken. Timmerflottningen upphörde i början av 1940-talet. Vällenbanan lades slutligen ned 1954 och spåren revs 1955. Banvallen har använts som skogsbilväg.
Av byn Fagervik återstår idag bara några husgrunder. Fagervik är den enda by i Uppland som både uppstod och försvann på 1900-talet.